# Naomie Harris
Naomie Melanie Harris OBE (London, 1976. szeptember 6. –) angol színésznő.
Ismertségét olyan filmszerepeknek köszönheti, mint a 28 nappal később (2002) Selenája,
vagy Tia Dalma a Karib-tenger kalózai sorozat Holtak kincse (2006), illetve A világ végén (2007) című részei. Ő játszotta Eve Moneypennyt három James Bond-filmben: Skyfall (2012), Spectre – A Fantom visszatér (2015) és Nincs idő meghalni (2021). 
2016-ban a Holdfény című filmben nyújtott alakításáért Oscar-, Golden Globe- és BAFTA-díjra jelölték.

## Fiatalkora és családja
1976. szeptember 6-án született London Islington kerületében és ott is nőtt fel. Anyja, Lisselle Kayla még gyerekként költözött szüleivel Jamaicából Londonba, divattervezéssel foglalkozó apja Trinidadról vándorolt be. Szülei még születése előtt elváltak egymástól, Harrist anyja nevelte, apjával nem volt kapcsolata. Anyja később újból férjhez ment és Harrisnak két féltestvére született. Anyja részt vett az EastEnders című brit szappanopera forgatókönyvének az írásában, majd gyógyító lett. Harris középiskolai tanulmányait a londoni St Marylebone Schoolban majd a Woodhouse College-ben végezte. 1998-ban diplomázott a Cambridge-i Egyetem Pembroke College-ának társadalomtudományi és politikatudományi fakultásán. Ezután színművészetet tanult a Bristol Old Vic Theatre Schoolban.

## Színészi pályafutása
Harris kilencéves korától kezdve szerepelt tévéműsorokban és filmekben, többek között A kiválasztottak című sci-fi sorozatban.
 2000-ben a londoni Southwark Playhouse színházban figyelemre méltó alakítást nyújtott egy 17. században írt színdarabban, Az edmontoni boszorkányban (The Witch of Edmonton). 2002 novemberében Danny Boyle rendező 28 nappal később című posztapokaliptikus filmjében láthatták a nézők. Még ugyanabban az évben Zadie Smith White Teeth című regényéből készült tévéadaptációjában szerepelt. Ezt követte a A Karib-tenger kalózai filmsorozat két része, a Holtak kincse és A világ végén, továbbá Michael Mann akciófilmje, a Miami Vice. A biztos kasszasikert jelentő filmek mellett játszott független filmben is, például Michael Winterbottom vígjátékában, a Bikatökében. 2008-ban mutatták be a Poppy Shakespeare című regény tévéadatapcióját, 2009-ben pedig a BBC Small Island történelmi drámájában szerepelt.
2011 elején a Royal National Theatre Danny Boyle rendezésében mutatta be Mary Shelley Frankenstein című regényének színpadi változatát, amelyben Naomie Harris Elizabethet alakította.  A hatalmas sikert arató előadásról filmfelvétel is készült, amit 2012-ben Magyarországon is bemutattak az Uránia Nemzeti Filmszínházban.
2011. május 8-án a Seattle-i Nemzetközi Filmfesztiválon mutatták be Justin Chadwick rendező filmjét, Az iskolakezdőt, amiben ő játszotta a főszerepet. A 23. James Bond filmben, a Skyfallban Harris alakította Eve Moneypenny-t. A Bond filmek történetében ez és a rá következő Spectre – A Fantom visszatér volt az első eset, hogy Miss Moneypenny-t fekete színésznő játszotta, és a karakter ekkor kapta az Eve nevet is.
A Nelson Mandela életéről írt Mandela: Hosszú út a szabadságig könyv alapján készült azonos című filmben a Mandelát alakító Idris Elba oldalán Harris játszotta a politikus második feleségét, Winnie Madikizela-Mandelát. A filmet 2013. november 29-én mutatták be. 
A 2016-ban forgatott, Golden Globe-díjat és Oscar-díjat nyert Holdfény című filmben Harris játszotta Paulát, a főszereplő Chiron erőszakos, drogfüggő anyját. Kiemelkedő alakításáért Naomie Harrist a kritikusok nemcsak ezen a két díjátadón, hanem más filmszemléken is jelölték a legjobb női mellékszereplő kategóriában.
A 2017 New Year Honours ünnepségen a brit királynő Naomie Harrist a Brit Birodalom Rendje tiszti fokozatával (OBE) tüntette ki a színjátszásban nyújtott teljesítményéért.

## Filmográfia

### Film
| Év   | Magyar cím                            | Eredeti cím                                | Szerep                    | Magyar hang         |
| ---- | ------------------------------------- | ------------------------------------------ | ------------------------- | ------------------- |
| 2001 |                                       | Crust                                      | recepciós                 |                     |
| 2002 | Ereszd el a hajam!                    | Living In Hope                             | Ginny                     |                     |
| 2002 |                                       | Anansi                                     | Carla                     |                     |
| 2002 | 28 nappal később                      | 28 Days Later                              | Selena                    | Majsai-Nyilas Tünde |
| 2004 | Trauma                                | Trauma                                     | Elisa                     | Törtei Tünde        |
| 2004 | Az utolsó gyémántrablás               | After the Sunset                           | Sophie                    | Ónodi Eszter        |
| 2006 | A Karib-tenger kalózai: Holtak kincse | Pirates of the Caribbean: Dead Man's Chest | Tia Dalma                 | Kiss Eszter         |
| 2006 | Miami Vice                            | Miami Vice                                 | Trudy Joplin              | Bognár Gyöngyvér    |
| 2006 | Bikatöke                              | A Cock and Bull Story                      | Jennie                    |                     |
| 2007 | A Karib-tenger kalózai: A világ végén | Pirates of the Caribbean: At World's End   | Tia Dalma / Calypso       | Agócs Judit         |
| 2008 | Az utca királyai                      | Street Kings                               | Linda Washington          | Agócs Judit         |
| 2008 |                                       | Explicit Ills                              | Jill                      |                     |
| 2008 | Augusztus                             | August                                     | Sarah                     |                     |
| 2009 |                                       | Morris: A Life with Bells On               | Sonja                     |                     |
| 2009 | Nindzsagyilkos                        | Ninja Assassin                             | Mika Coretti              | Bánfalvi Eszter     |
| 2009 |                                       | Sex & Drugs & Rock & Roll                  | Denise                    |                     |
| 2009 |                                       | My Last Five Girlfriends                   | Gemma                     |                     |
| 2010 | Az iskolakezdő                        | The First Grader                           | Jane Obinchu              | Lamboni Anna        |
| 2012 | Skyfall                               | Skyfall                                    | Eve Moneypenny            | Nádasi Veronika     |
| 2013 | Mandela: Hosszú út a szabadságig      | Mandela: Long Walk to Freedom              | Winnie Mandela            | Nádasi Veronika     |
| 2015 | Mélyütés                              | Southpaw                                   | Angela Rivera             | Nádasi Veronika     |
| 2015 | Spectre – A Fantom visszatér          | Spectre                                    | Eve Moneypenny            | Nádasi Veronika     |
| 2016 | A mi emberünk                         | Our Kind of Traitor                        | Gail Perkins              | Nádasi Veronika     |
| 2016 | Holdfény                              | Moonlight                                  | Paula                     |                     |
| 2016 | Váratlan szépség                      | Collateral Beauty                          | Madeleine                 | Nádasi Veronika     |
| 2018 | Rampage – Tombolás                    | Rampage                                    | Dr. Kate Caldwell         | Nádasi Veronika     |
| 2018 | Maugli: A dzsungel legendája          | Mowgli: Legend of the Jungle               | Ráksa                     |                     |
| 2019 | Fekete és kék                         | Black and Blue                             | Alicia West               | Németh Borbála      |
| 2021 | Nincs idő meghalni                    | No Time to Die                             | Eve Moneypenny            | Nádasi Veronika     |
| 2021 | Venom 2. – Vérontó                    | Venom: Let There Be Carnage                | Frances Barrison / Sikoly | Nádasi Veronika     |
| 2021 | Hattyúdal                             | Swan Song                                  | Poppy Turner              |                     |
| 2024 |                                       | The Wasp                                   | Heather                   |                     |
| 2024 |                                       | Robin and the Hoods                        | Clipboard                 |                     |
| 2025 | Fekete táska                          | Black Bag                                  | Dr. Zoe Vaughan           | Nádasi Veronika     |

### Televízió
| Év        | Magyar cím                   | Eredeti cím               | Szerep            | Megjegyzések           |
| --------- | ---------------------------- | ------------------------- | ----------------- | ---------------------- |
| 1987–1988 |                              | Simon and the Witch       | Joyce             | 12 epizód              |
| 1989      |                              | Erasmus Microman          | Millie            | 1 epizód               |
| 1992–1993 | Zűrzavaros vakáció           | Runaway Bay               | Shuku             | 17 epizód              |
| 1992–1995 |                              | The Tomorrow People       | Ami Jackson       | 16 epizód              |
| 2000      |                              | Dream Team                | Lola Olokwe       | 1 epizód               |
| 2002      |                              | Trial & Retribution V     | Tara Gray         | 1 epizód               |
| 2002      |                              | White Teeth               | Clara             | minisorozat (4 epizód) |
| 2002      |                              | The Project               | Maggie Dunn       | tévéfilm               |
| 2002–2003 | Dinotópia – Őslények szigete | Dinotopia                 | Romana            | 2 epizód               |
| 2008      |                              | Poppy Shakespeare         | Poppy Shakespeare | tévéfilm               |
| 2009      |                              | Small Island              | Hortense Roberts  | minisorozat (2 epizód) |
| 2009      |                              | Blood and Oil             | Alice Omuka       | tévéfilm               |
| 2010      |                              | Accused                   | Alison Wade       | 1 epizód               |
| 2020      | A harmadik nap               | The Third Day             | Helen             | minisorozat (3 epizód) |
| 2022      |                              | The Man Who Fell to Earth | Justin Falls      | főszereplő (10 epizód) |

### Videójátékok
| Év   | Cím         | Szerep         |
| ---- | ----------- | -------------- |
| 2010 | Fable III   | Page           |
| 2012 | 007 Legends | Eve Moneypenny |

## Színházi szerepek
| Év   | Eredeti cím           | Szerep            |
| ---- | --------------------- | ----------------- |
| 2000 | The Witch of Edmonton | Susan Carter      |
| 2011 | Frankenstein          | Elizabeth Lavenza |

## Díjak és jelölések

### Nagy filmszövetségek
Oscar-díj
| Év   | Nevezett mű | Kategória                  | Eredmény | Hiv.   |
| ---- | ----------- | -------------------------- | -------- | ------ |
| 2016 | Holdfény    | Legjobb női mellékszereplő | Jelölve  | [ 19 ] |

British Academy of Film and Television Arts
| Év   | Nevezett mű | Kategória                  | Eredmény | Hiv.   |
| ---- | ----------- | -------------------------- | -------- | ------ |
| 2006 | N/A         | Rising Star                | Jelölve  | [ 20 ] |
| 2016 | Holdfény    | Legjobb női mellékszereplő | Jelölve  | [ 21 ] |

Golden Globe-díj
| Év   | Nevezett mű | Kategória                  | Eredmény | Hiv.   |
| ---- | ----------- | -------------------------- | -------- | ------ |
| 2016 | Holdfény    | Legjobb női mellékszereplő | Jelölve  | [ 22 ] |

Screen Actors Guild-díj
| Év   | Nevezett mű | Kategória                        | Eredmény | Hiv.   |
| ---- | ----------- | -------------------------------- | -------- | ------ |
| 2016 | Holdfény    | Legjobb szereplőgárda (mozifilm) | Jelölve  | [ 23 ] |
| 2016 | Holdfény    | Legjobb női mellékszereplő       | Jelölve  | [ 23 ] |

### Egyéb díjak és nevezések
Arany Málna díj
| Év   | Nevezett mű      | Kategória                  | Eredmény | Hiv.   |
| ---- | ---------------- | -------------------------- | -------- | ------ |
| 2016 | Váratlan szépség | A legrosszabb filmes páros | Jelölve  | [ 24 ] |

Black Reel Awards
| Év   | Nevezett mű      | Kategória                  | Eredmény | Hiv.   |
| ---- | ---------------- | -------------------------- | -------- | ------ |
| 2004 | 28 nappal később | A legátütőbb alakítás      | Elnyerte | [ 25 ] |
| 2012 | Az iskolakezdő   | Legjobb női szereplő       | Jelölve  | [ 26 ] |
| 2017 | Holdfény         | Legjobb női mellékszereplő | Jelölve  | [ 27 ] |

British Independent Film Awards
| Év   | Nevezett mű                                   | Kategória                  | Eredmény | Hiv.   |
| ---- | --------------------------------------------- | -------------------------- | -------- | ------ |
| 2016 | A mi emberünk                                 | Legjobb női mellékszereplő | Jelölve  |        |
| 2016 | Holdfény, A mi emberünk és a Váratlan szépség | The Variety Award          | Elnyerte | [ 28 ] |

Critics' Choice Movie Awards
| Év   | Nevezett mű | Kategória                  | Eredmény | Hiv.   |
| ---- | ----------- | -------------------------- | -------- | ------ |
| 2016 | Holdfény    | Legjobb szereplőgárda      | Elnyerte | [ 29 ] |
| 2016 | Holdfény    | Legjobb női mellékszereplő | Jelölve  | [ 29 ] |

Essence Awards
| Év   | Nevezett mű | Kategória          | Eredmény | Hiv.   |
| ---- | ----------- | ------------------ | -------- | ------ |
| 2012 | Skyfall     | Shining Star Award | Elnyerte | [ 30 ] |

Glamour Awards
| Év   | Nevezett mű  | Kategória         | Eredmény | Hiv. |
| ---- | ------------ | ----------------- | -------- | ---- |
| 2011 | Frankenstein | Az év színésznője | Elnyerte |      |

Gotham Awards
| Év   | Nevezett mű | Kategória         | Eredmény | Hiv.   |
| ---- | ----------- | ----------------- | -------- | ------ |
| 2016 | Holdfény    | A zsüri különdíja | Elnyerte | [ 31 ] |

Golden Nymph Award
| Év   | Nevezett mű | Kategória            | Eredmény | Hiv.   |
| ---- | ----------- | -------------------- | -------- | ------ |
| 2002 | White Teeth | Legjobb női alakítás | Jelölve  | [ 32 ] |

Hollywood Film Awards
| Év   | Nevezett mű                  | Kategória        | Eredmény | Hiv.   |
| ---- | ---------------------------- | ---------------- | -------- | ------ |
| 2016 | Váratlan szépség és Holdfény | Breakout Actress | Elnyerte | [ 33 ] |

Independent Spirit Awards
| Év   | Nevezett mű | Kategória         | Eredmény | Hiv.   |
| ---- | ----------- | ----------------- | -------- | ------ |
| 2016 | Holdfény    | Robert Altman-díj | Elnyerte | [ 34 ] |

London Film Critics' Circle|London Film Critics Circle Awards
| Év   | Nevezett mű                      | Kategória                          | Eredmény | Hiv.   |
| ---- | -------------------------------- | ---------------------------------- | -------- | ------ |
| 2013 | Mandela: Hosszú út a szabadságig | Az év legjobb női mellékszereplője | Jelölve  | [ 35 ] |
| 2013 | Mandela: Hosszú út a szabadságig | Az év brit színésznője             | Jelölve  |        |

NAACP Awards
| Év   | Nevezett mű                      | Kategória                  | Eredmény | Hiv.   |
| ---- | -------------------------------- | -------------------------- | -------- | ------ |
| 2013 | Mandela: Hosszú út a szabadságig | Legjobb női mellékszereplő | Jelölve  | [ 36 ] |

National Board of Review
| Év   | Nevezett mű | Kategória                  | Eredmény | Hiv.   |
| ---- | ----------- | -------------------------- | -------- | ------ |
| 2016 | Holdfény    | Legjobb női mellékszereplő | Elnyerte | [ 37 ] |

Satellite Award
| Év   | Nevezett mű  | Kategória                                | Eredmény | Hiv.   |
| ---- | ------------ | ---------------------------------------- | -------- | ------ |
| 2009 | Small Island | Legjobb színésznő – minisorozat, TV film | Jelölve  | [ 38 ] |
| 2016 | Holdfény     | Legjobb női mellékszereplő               | Elnyerte | [ 39 ] |

Washington DC Film Critics Association Award
| Év   | Nevezett mű | Kategória                  | Eredmény | Hiv.   |
| ---- | ----------- | -------------------------- | -------- | ------ |
| 2016 | Holdfény    | Legjobb női mellékszereplő | Jelölve  | [ 40 ] |

## Fordítás
- Ez a szócikk részben vagy egészben  a   Naomie Harris című angol Wikipédia-szócikk ezen változatának fordításán alapul.  Az eredeti cikk szerkesztőit annak laptörténete sorolja fel. Ez a jelzés csupán a megfogalmazás eredetét és a szerzői jogokat jelzi, nem szolgál a cikkben szereplő információk forrásmegjelöléseként.